# アゴライズ
アゴライズ（Agorize SAS）は、オープンイノベーションSaaS事業を主とするフランスのIT企業。日本においては東京都港区に拠点を持つ。

## 概要
2011年にCharles Thouらが設立。企業や組織の主催者と、世界各地のイノベイター（スタートアップ、学生、研究者、エンジニア、デザイナー）をコンテスト形式でマッチングするクラウドサービスを提供。
2023年3月現在、250社1000件以上のオープンイノベーションプロジェクトの実績を持つ。

## 沿革
- 2011年
  - Charles Thou、Yohan Attal、Yohann Melamedが共同創業
- 2014年
  - Capnamic Ventures、Iris Capital、Ader Financeから200万ユーロの資金調達[3]
- 2016年
  - フレンチテックのBest Collaborative SaaS Platformに選出[4]
  - デロイトのテクノロジーFast 500に選出[5]
- 2018年
  - 日本進出[6]
- 2019年
  - Creadev、Sofiouest、Iris Capital、Capnamic Venturesから1300万ユーロの調達[7]

## 拠点
2020年4月現在、ヨーロッパとアジアを中心に世界６拠点で展開をしている。
- フランス 本社
- ドイツ シュツットガルト オフィス
- カナダ モントリオール オフィス
- 香港 アジア本社
- 日本 東京 オフィス
- シンガポール オフィス